# Sonda lambda

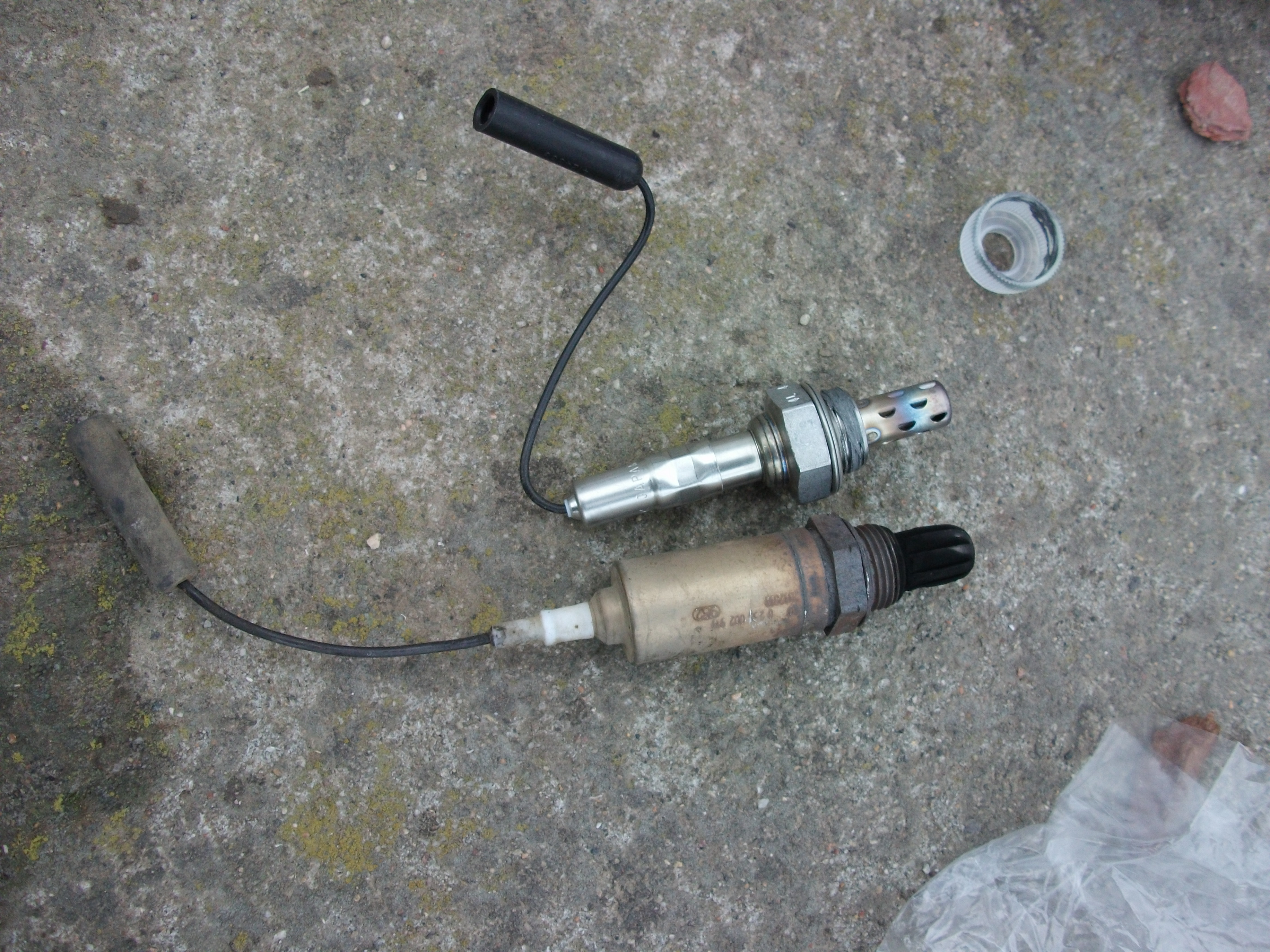
Sensor de oxígeno nuevo y viejo

La sonda lambda (o sonda-λ, donde λ se refiere al dosado relativo, abreviado frecuentemente como λ), es un sensor que mide la concentración de oxígeno. Se utiliza para comprobar la calidad de una combustión. Así, cuando la combustión es estequiométrica, la cantidad de oxígeno presente en los gases de combustión es nula o despreciable y, en este caso, el dosado relativo aire–combustible (λ) es igual a la unidad. Cuando la mezcla es demasiado rica en combustible, entonces λ < 1.

## Automoción

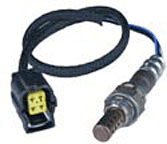
Sensor de oxígeno con calefacción

En los vehículos de combustión, el sensor de oxígeno está situado en el conducto de escape, inmediatamente antes del convertidor catalítico, de forma que puede medir la concentración de oxígeno en los gases de combustión antes de que sufran alguna alteración. La medida de oxígeno es representativa del grado de riqueza de la mezcla, magnitud que la sonda transforma en un valor de tensión y que comunica a la unidad de control del motor.

## Gases del escape
Los gases de combustión de un motor de ciclo Otto, de explosión (gasolina), están formados en aproximadamente un 80% por nitrógeno, que no participa prácticamente en la reacción química de combustión, un 14-16 % de dióxido de carbono o CO2, y el resto agua (vapor), además de una pequeña proporción de contaminantes, siendo los principales los hidrocarburos (HC) y el monóxido de carbono (CO).
El oxígeno residual es de un 0,3 % aproximadamente. Su proporción varía bastante en función del dosado.

## Constitución

Funcionamiento en ciclo cerrado: 1 medidor de caudal de aire; 2 y 3 convertidor catalítico; 4 inyectores; 5 sonda lambda delantera; 6 sonda lambda trasera; 7 llegada de gasolina; 8 entrada de aire desde el filtro; 9 escape

La sonda en sí está constituida por una parte cerámica y unos electrodos de circonio o titanio. Los gases de escape están en contacto con la sonda y esta toma información de la proporción de oxígeno residual tras la combustión. 

## Funcionamiento: el ciclo cerrado
Esa información se transmite a la central de la inyección electrónica y así esta central puede regular la cantidad de combustible que inyecta en el cilindro para mantener la relación lo más próxima a 1/14,7 llamada relación estequiométrica.
La medición se basa en la cantidad de oxígeno restante en el gas evacuado por el tubo de escape. La sonda lambda es uno de los sensores de corrección principales en la electrónica de control, conocido como regulación de lambda para la limpieza catalítica del gas emitido, popularmente denominado convertidor catalítico regulado. El sensor se basa en dos principios diferentes para las mediciones: el voltaje de un electrolito (sonda de Walther Nernst) y una variación de la resistencia eléctrica de una resistencia de cerámica (sonda de resistencia). 
Su campo principal de aplicación es el motor de combustión interna, de ciclo Otto principalmente de inyección de combustible, pero también se usa para regular el gas emitido por calderas de condensación y motores diésel.
La primera versión de la sonda lambda fue desarrollada en 1976 por la empresa alemana Bosch y aplicada al Volvo 240.

## Función de la sonda Nernst
Un lado del sensor de cerámica está expuesto a la corriente de gas evacuado, mientras que el otro se basa en una referencia sobre el nivel de dioxígeno. En la mayoría de las ocasiones se usa el aire del entorno, por medio de una apertura en la sonda o sobre una guía para el aire. Con ello se impide que el valor de referencia se vea influido por una posible contaminación de vapores de agua, aceite o combustible. Si la sonda se contaminara se reduciría la cantidad de dioxígeno en la referencia, y por ello se reduciría el voltaje de la sonda. En el caso de una referencia bombeada, el aire del entorno no es necesario, sino que la referencia del dioxígeno se basa en una corriente de iones a partir del gas evacuado.
En temperaturas superiores a unos 300 °C la cerámica de la sonda, compuesta de dióxido de circonio y de itrio, se vuelve conductora de iones negativos de oxígeno. La diferencia de concentración da lugar a una difusión de iones del gas evacuado. Los átomos de oxígeno pueden moverse en la cerámica como iones de carga negativa doble. Los electrones necesarios para la ionización de los átomos de oxígeno son suministrados por los electrodos, que son conductores electrónicos. De esta forma puede tomarse el voltaje de la sonda entre los electrodos de platino situados dentro y fuera. Esta información se transmite por medio del cableado a la centralita electrónica del motor. El valor se sitúa para λ>1 (mezcla pobre, falta de combustible o exceso de aire) entre 0 y 150 mV, para λ<1 (mezcla rica), exceso de combustible o falta de aire) entre 800 y 1000 mV. El voltaje medido se describe en la ecuación de Nernst. En un rango muy estrecho en torno a λ=1, denominada la ventana λ, la curva característica es extremadamente empinada. El voltaje se altera en la ventana en relación con la mezcla combustible-aire de una manera muy repentina , con lo que estas oscilaciones hacen que la mezcla sea estequiométrica o prácticamente estequiométrica. En esta zona los valores de CO y HC son relativamente bajos, así como los de NOx, permitiendo así que el convertidor catalítico trabaje en las condiciones más favorables.

## Función de la sonda de resistencia
La sonda de resistencia se usa de forma muy frecuente.
El sensor está compuesto de una cerámica semiconductora de dióxido de titanio. Los portadores de carga se crean gracias a posiciones sin oxígeno que hacen las veces de donantes. Cuando el oxígeno se aproxima, las posiciones vacías se ocupan reduciendo así la cantidad de portadores libres. Los iones de oxígeno no son quienes proveen conductividad, sino el oxígeno.
La conductividad eléctrica σ en el rango de trabajo se describe por medio de la ecuación de Arrhenius con una energía de activación EA:
{\displaystyle \sigma =A\cdot e^{-{\frac {E_{A}}{k\cdot T}}}\cdot p(O)^{-1/4}}
La señal se genera con un divisor de tensión con una resistencia eléctrica invariable.

## Uso en motores

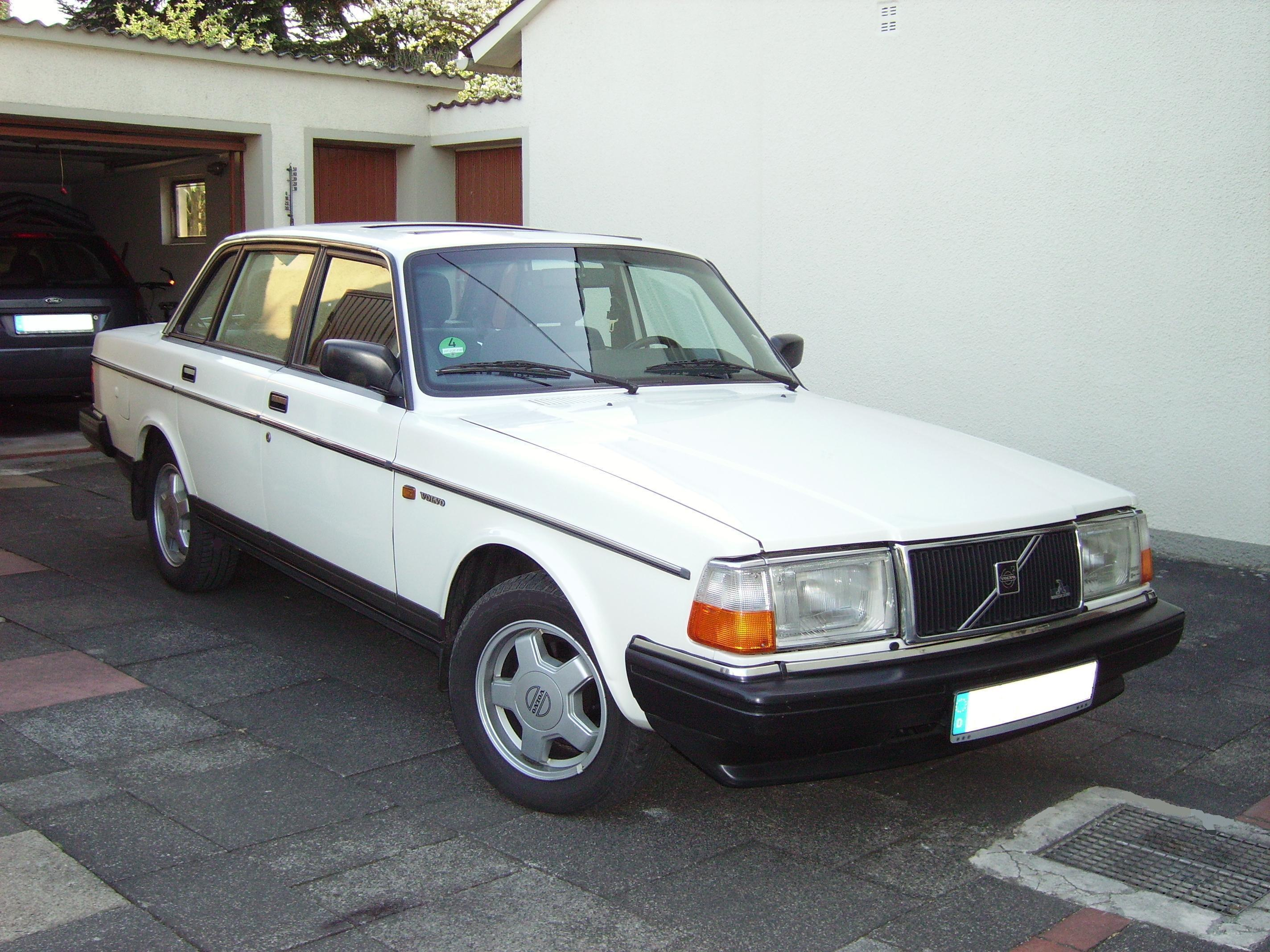
Volvo 240, primer coche equipado con sonda lambda

En los motores Otto, la sonda se atornilla normalmente en el escape, antes del convertidor catalítico. En vehículos con severos requisitos legales en lo referente a la limpieza del gas evacuado y al autodiagnóstico se utilizan varias sondas. En motores con cilindros en V, una sonda por bancada de cilindros, o incluso una por cilindro para una regulación selectiva de los cilindros.
La gestión del motor es capaz de modular la cantidad de inyección en cada momento para que la composición de los gases de escape tenga un factor lambda en torno a 1. De esta forma se consiguen simultáneamente dos exigencias: el motor recibe una mezcla muy próxima a la ideal en todo momento y se aseguran las condiciones de trabajo del convertidor catalítico.
En motores Otto modernos con turbo, la sonda se coloca tras el turbocompresor.

### Funcionamiento
Un factor lambda correcto es un parámetro primordial para el control de la combustión y de la limpieza de los gases evacuados por medio del convertidor catalítico de 3 vías. En el mundo del automóvil la sonda lambda copó primero el mercado americano debido a las importantes limitaciones legales en lo referente a emisiones, para cobrar más tarde un papel importante en Europa.
En el motor Otto clásico se usa una sonda de oxígeno calefactada HO2S (sonda Nernst) o bien sonda λ=1 para la medida del dosado. La señal de la sonda oscila permanentemente entre un valor alto y un valor bajo. Esto deriva del comportamiento de la señal de la sonda en el tránsito de entre una mezcla rica (λ<1) y una mezcla pobre (λ>1). La señal de la sonda lambda realiza durante los mencionados tránsitos un salto característico de su señal de voltaje entre los valores 0,8 - 0,9 V cuando la mezcla es rica (λ<1) y 0,1-0,2 V cuando la mezcla es pobre (λ>1).

### Montaje
Las primeras sondas lambda se montaron como sondas dedo. El sensor en sí tiene forma de gorrita con el gas evacuado fuera y el aire de referencia dentro.
Cada vez son más frecuentes los sensores planos con varias capas en los que la función calefactora ya está integrada.
El elemento de cerámica está rodeado por un tubo protector. La función es que el sensor mantenga la temperatura deseada y a la vez evitar daños mecánicos. Para que el gas pueda penetrar en el tubo, este dispone de pequeños agujeros.

### Regulación
La sonda lambda compara de forma permanente el contenido de oxígeno residual en el gas con el contenido de oxígeno en el aire y envía el resultado en forma de señal eléctrica analógica a una centralita electrónica, la cual a partir de esta información junto con otros parámetros enviará una señal de control para alterar la mezcla, que en general en los motores Otto no es otra cosa que adaptar la cantidad de material inyectado o regulación lambda. En vehículos con OBD se ha de controlar la función de regulación de la sonda lambda y de la sonda de monitoreo de la centralita electrónica. Este control ocurre de forma esporádica. La centralita electrónica monitorea: 
1. el rango de voltaje (máximo 300 milivoltios en la sonda de regulación)
2. la amplitud del ancho de pulso
3. la frecuencia de regulación
4. la interrupción de la bobina calefactora
5. el contacto con masa

En caso de mal funcionamiento, la centralita electrónica activará el icono OBD.
Los motores Diésel y los denominados motores Otto de mezcla ligera no operan, o de hacerlo, de forma excepcional, en la ventana λ. Especialmente el motor diésel es un concepto clásico de mezcla ligera que siempre opera con un exceso de aire (λ>1). Los motores diésel que despiden por el tubo de escape una mezcla excesivamente oscura suelen precisar de mantenimiento, tienen algún problema, o bien la mezcla inyectada se ha manipulado por medio de "Chip-Tuning". Para la regulación de los motores diésel y de los motores Otto de mezcla ligera no puede usarse una sonda de valor λ=1, ya que no se puede evaluar el comportamiento de las señales con mezcla ligera o cargada.

### Sonda de banda ancha
Para este propósito se creó la sonda de banda ancha. El montaje de una sonda de este tipo es más complejo: está compuesta de capas con calefactores integrados. El principio de medición se basa en 3 partes:
- el canal de difusión (azul) entre la salida del gas y el gas medido de la célula de Nernst,
- la célula de bombeo (rosa) igualmente entre la salida del gas y el gas medido de la célula de Nernst,
- la célula de Nernst (verde) entre el gas medido y el gas de referencia (aire).

El gas medido de la célula de Nernst se ve influenciado no solo por el gas evacuado sino también por un canal de difusión de flujo bombeado. El flujo bombeado se regula de tal forma que el flujo de oxígeno generado por la corriente eléctrica de la célula bombeadora equilibra el flujo de oxígeno del canal de difusión; de esta forma el gas permanece en λ=1. El flujo bombeado bombea en caso de una mezcla cargada iones de oxígeno en el gas medido de la célula de Nerst y evacua si la mezcla es ligera. Según las características del flujo podrá determinarse el lambda del gas evacuado. La regulación del flujo es tarea de un chip electrónico en la centralita electrónica del motor. 
La sonda NOx se utiliza en vehículos con convertidor catalítico de almacenamiento de NOx.
El montaje y modus operandi de estas sondas es similar a la de las sondas lambda de banda ancha.

### Calefacción de la sonda
Ya que la temperatura de un motor frío está muy por debajo de 300 °C, la sonda (y por ello el sistema de regulación) no funciona (o lo hace de forma limitada). Por eso hoy en día todas las sondas llevan incorporado un elemento calefactor para que la sonda alcance la temperatura adecuada. Gracias a ello, garantizan un funcionamiento correcto de la sonda incluso en la fase de calentamiento del motor. La temperatura óptima de operación es, para sondas λ=1, de entre 550 y 700 °C. Las variantes de banda ancha operan a temperaturas de entre 100 y 200 °C más. 

### Aspectos eléctricos
Para evitar interferencias y funciones erróneas del sensible elemento de control motivadas por variaciones del voltaje, ya no se usa la masa común del vehículo para la calefacción y el voltaje de la sonda, sino un cable separado para masa y señales conectado directamente a la centralita electrónica.

## Sonda de monitoreo
En los motores Otto de última generación se usa una segunda sonda para monitorear la función del convertidor catalítico y situada detrás de este. La centralita electrónica del motor puede comparar los valores de la sonda previos al convertidor catalítico con los valores de la sonda de monitoreo. Si el convertidor catalítico está en perfecto estado hay una reacción posterior de la sonda de monitoreo frente a la señal de la primera sonda. Si el convertidor catalítico ya no está en perfecto estado puede perder su capacidad de almacenamiento de oxígeno, con lo que se reduce la distancia entre la sonda del convertidor catalítico y la sonda de monitoreo. La centralita electrónica comunicará este problema en forma de una señal de error que se almacena en la memoria, y un icono se activará en el panel de instrumentos.
La sonda de monitoreo, además de realizar una labor de diagnóstico del convertidor catalítico, puede mejorar la exactitud de la primera regulación lambda y de la plausibilización de la primera sonda en el marco del autodiagnóstico.

## Aplicación en el calentamiento del hogar
Mediante el uso de una sonda lambda situada en la chimenea de la caldera de condensación se puede medir el contenido de oxígeno y de esta forma regular la mezcla, para evitar el uso excesivo de aire, que conllevaría un uso excesivo de energía por parte del sistema de calefacción.